# Reggie Tsiboe
Reggie Tsiboe (Kumasi, 7 september 1950) was vanaf 1982 tot 1986 en van 1989 tot 1990 zanger bij de discoband Boney M.

## Ervaring in de show en muziekscene
Tsiboe groeide in zijn tienerjaren op in Engeland en kwam begin jaren 70 in Duitsland. Daar speelde hij in de Berlijnse cast van Hair (musical) en componeerde voor wat Duitse acts waaronder Love Generation. Ook was hij lid van de groep Sugar Cane en werden er enkele solo singles van hem uitgebracht Naar aanleiding van zijn succesvolle deelname aan de musical Hair in Duitsland was Tsiboe  in die begin jaren 70 ook te zien in de Londense cast van Jesus Christ Superstar.

## Bij Boney M. in plaats van een geplande solo carrière
Tsiboe werd in 1982 de vervanger van Boney M.'s boegbeeld Bobby Farrell, die zich in 1984 weer bij de groep voegde. Tsiboe zong op de laatste drie albums van Boney M: Ten Thousand Lightyears (1984), Kalimba de Luna - 16 Happy Songs With Boney M. (1984) en Eye Dance (1985). Er waren een handvol singles van Boney M. met Reggie op de markt gebracht zoals My Cherie Amour, The Carnaval is over en Kalimba de Luna in een tijd dat Boney M. alleen in Zuid-Afrika en Spanje nog de hoogste regionen behaalde. De stem van producer Frank Farian bleef nog wel behoorlijk aanwezig. Waarschijnlijk voor de herkenbaarheid van Boney M.. Farians ontwikkelde Boney M. sound stem was mede reden dat Bobby Farrell niet de studiozanger werd naast Farians oordeel dat die niet goed genoeg was tijdens een testzang van het nummer No woman no cry.
Tsiboe zong dus toch nog aardig wat leads. Overigens was hij niet echt gepland als vervanger voor Farrell die na het verlaten van een tv-optreden niet meer welkom was. Deze actie was voor Farian de druppel die de emmer liet overlopen. In eerste instantie werd besloten om de dames verder te laten gaan als een trio maar hier werd snel van afgezien dus moest de vrijgekomen plek met spoed weer bezet zijn. Farian had Reggie gezien in Londen en dacht in eerste instantie om hem te lanceren als solo-artiest. Liz Mitchell  en Tsiboe waren begin jaren zeventig beiden lid van de Duitse cast van de musical Hair  maar dat was niet de reden van zijn deelname aan Boney M.

## Zelf zingend maar geen gitaarspel op opnames
Meestal was Tsiboe met gitaar in beeld en kan gitaar spelen maar speelde niet tijdens de recordings (niet in muzikantenlijst te vinden op de elpees).

## Boney M. met Tsiboe en Farrell
Farrell was al in 1979 begonnen met werk aan een solo album in verband met zijn beperkte vrijheid en zeggenschap binnen Boney M. In 1982 begon de start van de lancering maar de onsuccesvolle release van een singel in Nederland leidde waarschijnlijk tot de cancelling van zijn solo elpee die hij overigens gepromoot had voor de Poolse tv. Uiteindelijk kreeg Farrell de hulp van Frank Farian die voor Farrell en Boney M. in 1984 de singel Happy Song produceerde waarop Farrell de rap verzorgde.
Zo was Boney M. opeens een vijftal en bleef dat tot Farian in 1986 stopte met Boney M. omdat hij een duur van 10 jaar gepland had. In 1988 kwam Boney M. weer terug voor een jaar maar zonder Tsiboe.
Farian had begin jaren negentig nog wel voor Tsiboe en Liz Mitchell en 2 nieuwe zangeressen de singel Stories onder Boney M. op de markt gebracht met wat succes in Zwitserland (26) en een positie in de onderste regionen van de hitlijsten in Engeland (94).

## Beeldmateriaal Boney M. met Tsiboe
Naast diverse playbackoptredens in tv-shows (uitgezonderd een uniek Kalimba de luna optreden) is er slechts één Boney M.-concert ooit op de markt gebracht waarin Tsiboe live te horen is (dvd Boney M. Diamands 2015). Dat concert vond plaats in Zuid-Afrika en is bekend als Boney M. Sun City 1984. Wel doen verhalen de ronde dat dat concert in tegenstelling tot bijvoorbeeld Boney M. Dublin 1978 niet volledig live zou zijn.

## De internationale hit met Tsiboe, Kalimba de luna
Kalimba de Luna blies in 1984 na 2 jaar slechts matig succes van Boney M. met Tsiboe, eindelijk nieuw leven in de groep. Het is te zien als de internationale Boney M. hit met Reggie Tsiboe (wereldwijd 1 miljoen verkochte exemplaren) met vooral in de zomer nog radioairplay. Het nummer staat ook op de succesvolle in 1992 gereleasde verzamelaar Boney M. Gold-20 Super hits waarop ook de hit (o.a. in Duitsland,België en Spanje) Happy Song waarop Reggie te horen is.
Reggie Tsiboe begon in tegenstelling tot Bobby Farrell, Liz Mitchell, Marcia Barrett en Maizie Williams geen eigen Boney M. Hij was later in Engeland te zien als acteur in de tv-serie Doctor Who. Geen nieuwe wereld voor Tsiboe want in 1980 speelde hij in een Ghanese film.
- International Standard Name Identifier: 0000 0004 0679 1720
- MusicBrainz: b15fa2ca-8934-40bb-a139-b94d7a883a39
- Virtual International Authority File: 134454602